# Allée Arnaud-Beltrame
L'allée Arnaud-Beltrame est une voie du 3e arrondissement de Paris. 

## Situation et accès
Elle correspond à la voie identifiée par l'indicatif voie G/3 dans l'ancienne caserne des Minimes,.
Elle traverse le jardin Arnaud-Beltrame.

## Origine du nom

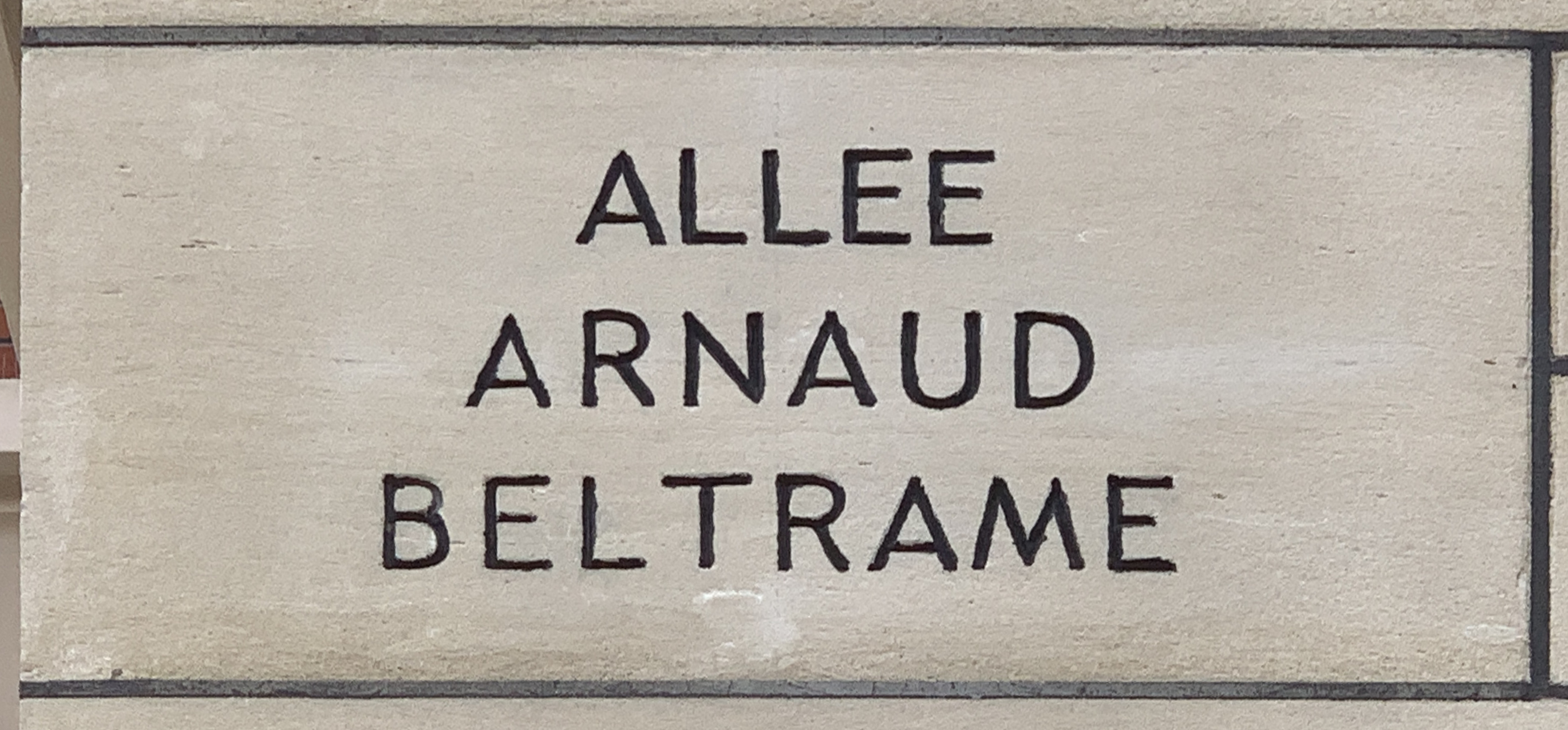
Plaque de l'allée.

Elle porte le nom du gendarme Arnaud Beltrame.

## Historique
Une plaque signalétique posée en 2020 dans le jardin, utilisant l'expression « victime de son héroïsme », a fait l'objet d'une polémique,,. Elle est finalement modifiée.